# MTO1
MTO1‏ (Mitochondrial tRNA translation optimization 1) هوَ بروتين يُشَفر بواسطة جين MTO1 في الإنسان.